# Norimberské zákony

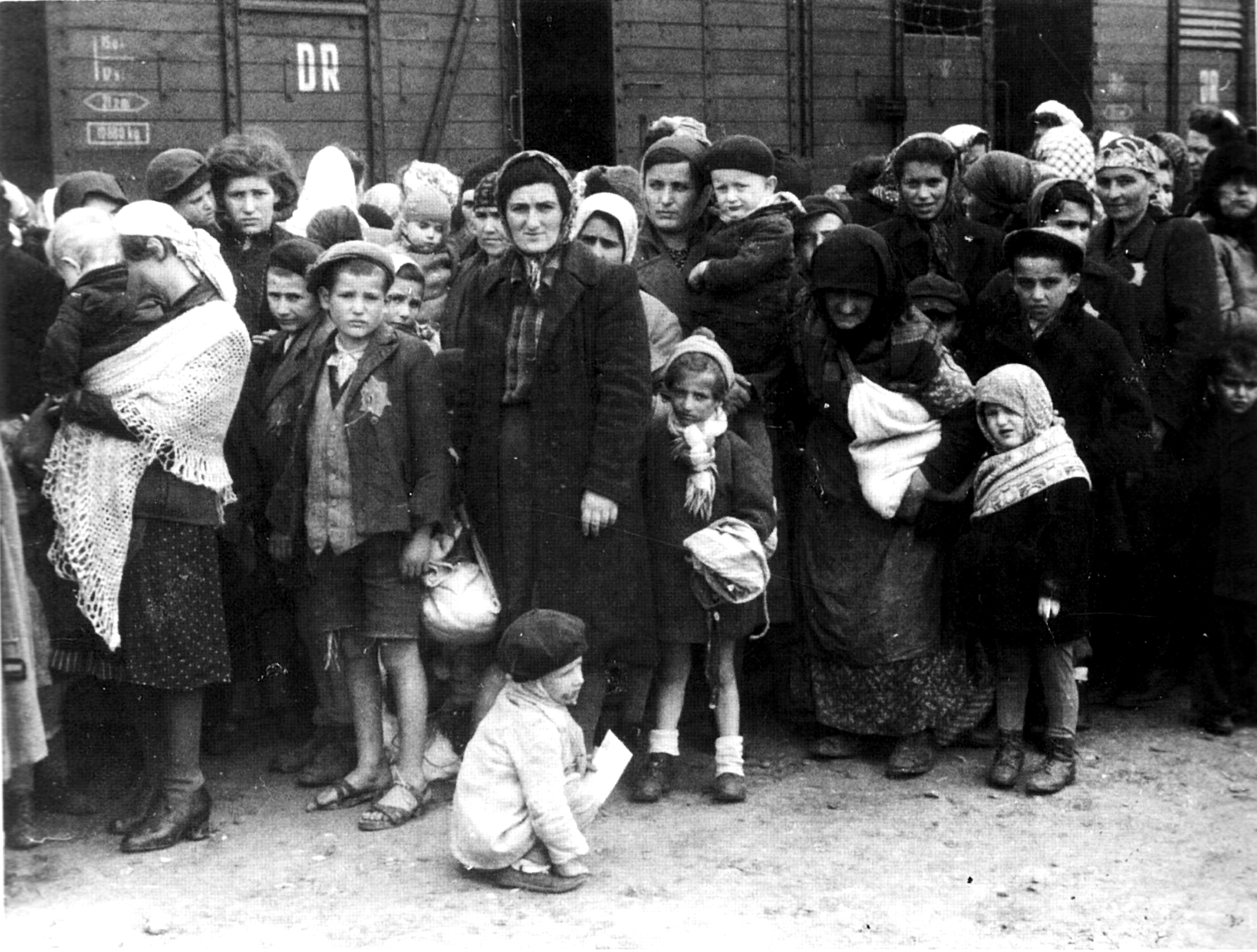
Maďarští židé přijíždějící do koncentračního tábora v Osvětimi.

Norimberské zákony byl základní prostředek, na jehož základě byla prováděna nacistická rasová diskriminace v Německu a jím okupovaných zemích před druhou světovou válkou a během ní.
První veřejnou akcí NSDAP proti Židům po převzetí moci v Německu byl bojkot z 1. dubna 1933 namířený proti židovským obchodům, bankám, lékařům a advokátům. Zákonem na obnovení úřednictva z povolání jako stavu ze 7. dubna 1933 byla provedena „rasová očista“ státního aparátu. Současně začala být připravována komplexně pojatá zákonná úprava této problematiky – tou se staly tzv. norimberské zákony.
Norimberskými zákony se rozumí především dva ústavní zákony německého Říšského sněmu přijaté 15. září 1935 v Norimberku: zákon o říšském občanství a zákon na ochranu německé krve a německé cti. Lze k nim ovšem obsahově přiřadit i jiné zákonné úpravy obsahující nástroje k persekuci tzv. „rasově méněcenného obyvatelstva“, např. zákon o vlajce a státním znaku a později vydaný zákon o zdravém manželství. K realizaci ustanovení zákonů byla postupně vydávána prováděcí nařízení, první z nich 14. listopadu 1935, které stanovovalo, kdo má být pro potřebu daných zákonů považován za Žida nebo židovského míšence. Norimberské zákony byly rozšířeny také do zemí Německem okupovaných, v Protektorátu Čechy a Morava byly principy zakotvené v těchto zákonech poprvé použity v Nařízení Říšského protektora v Čechách a na Moravě o židovském majetku ze dne 21. června 1939.
Zákon o říšském občanství především odlišil státní příslušnost a říšské občanství. Přitom politická a jiná práva se výslovně spojovala pouze s říšským občanstvím, státní příslušníky naopak zákon deklaratorně chápal jako Říši zvláště zavázané za poskytovanou ochranu. Občanem Říše mohl být podle zákona pouze Němec nebo jiný státní příslušník s „příbuznou krví“. Tím Židé přestali být německými občany. Zákon o říšském občanství byl do roku 1943 postupně doplněn o celkem třináct prováděcích nařízení systematicky zbavujících Židy veškerých občanských práv. Zákon o ochraně německé cti a německé krve především zakázal uzavírání manželství i mimomanželské vztahy mezi Židy a 'ne-Židy', neuznával jejich uzavření v cizině. Zapovídal také Židům 'ne-Židy' zaměstnávat.
V listopadu 1935 bylo vydáno výše zmíněné prováděcí nařízení stanovující kritérium pro posouzení příslušnosti konkrétní osoby mezi Židy – stalo se jí přihlášení k judaismu členstvím v židovské obci. Protože však šlo o „objektivní kritérium krve“ člověka, bylo „židovství“ určováno nejen současnou nebo dřívější příslušností té které osoby k židovskému náboženství, ale také současným či dřívějším židovským náboženstvím jejích rodičů a prarodičů, případně jejího manželského partnera. Nebylo tedy možné ji nějakým způsobem „zastřít“: Maďarští Židé se marně pokusili vyhnout se persekuci konverzí ke katolicismu.

## Ustanovení
Zákon o říšském občanství
§ 2 stanovil, že „říšským občanem je jen státní příslušník německé krve nebo krve podobného charakteru“.
Říšské občanství se získávalo udělením dekretu o říšském občanství.
V zákoně o ochraně krve bylo mimo jiné stanoveno:
§ 1: Sňatky mezi Židy a státními příslušníky německé krve nebo krve podobného charakteru jsou zakázány. Uzavřená manželství jsou neplatná,
i když byla uzavřena v zahraničí.
§ 2: Mimomanželský styk mezi Židy a státními příslušníky německé krve nebo krve podobného charakteru je zakázán.
§ 3: Židé nesmějí zaměstnávat ve své domácnosti ženské státní příslušnice německé krve nebo krve podobného charakteru mladší 45 let.
§ 4: Židům je zakázáno vyvěšovat říšskou státní vlajku či užívat jejích barev.
V následujících paragrafech pak byly uvedeny přísné tresty pro ty, kteří by překročili ustanovení nových zákonů; hrozilo jim vězení.